# Vergroeide kogelzwam
De vergroeide kogelzwam (Jackrogersella multiformis) is een schimmel behorend tot de familie Hypoxylaceae. Hij leeft saprotroof op hout. Het is het hele jaar te vinden op dood loofhout waarvan de bast nog aanwezig is. Hij heeft een voorkeur voor berken (Betula). Daarnaast groeit hij ook op de gewone vogelkers (Prunus padus), op elsen (Alnus) en zelden op andere houtsoorten.

## Kenmerken

### Uiterlijke kenmerken
Het vruchtlichaam is langgerekt, afgerond korstvormig, regelmatig golvend bobbelig, met papillen. Vaak groeien sommige van hen samen en vormen onregelmatige korsten. Deze kunnen tot vijf millimeter dik zijn. Ze zijn aanvankelijk donker roodbruin, later zwart. Het oppervlak is hobbelig door de onderliggende perithecia, ze vallen een beetje op. De binnenkant (endostoma) is zwart. Het vruchtlichaam met 2-6 × 1-3 cm. 
De sporenprint is zwart. 

### Microscopische kenmerken
De sporen zelf zijn donker olijfbruin gekleurd, elliptisch-boonvormig en glad. Ze hebben een kern en een of twee lichtere oliedruppeltjes en meten 8,5-10,5 × 3,5-5 µm. De asci zijn cilindrisch, gesteeld en tot ongeveer 200 µm lang.

## Verspreiding
De vergroeide kogelzwam komt in Nederland zeer algemeen voor. Hij is niet bedreigd en staat niet op de rode lijst.